# Actor-netwerktheorie
Actor-netwerktheorie (Actor-Network Theory), vaak afgekort als ANT, of sociologie van de translatie, is een benadering binnen de sociale wetenschappen die sociale fenomenen analyseert als (sociale) netwerken waarin de klassieke tegenstelling tussen actieve personen en passieve objecten in twijfel wordt getrokken. Een van de bekendste stellingen is dan ook dat ook niet-menselijke elementen een vorm van agency (handelingspotentieel) kunnen bezitten binnen een netwerk. Daarom wordt ook de term 'actant' gebruikt als meer neutrale verzamelterm voor al deze actoren. Verder kan de benadering ook beschreven worden als een 'materieel-semiotische' methode, die zich toelegt op relaties die tegelijkertijd materieel, namelijk tussen dingen, en semiotisch, namelijk tussen concepten, van aard zijn.
De actor-netwerktheorie kent haar oorsprong binnen de  Science and Technology Studies (STS) in het werk van auteurs zoals Michel Callon, Bruno Latour en John Law. Andere gerelateerde auteurs zijn Madeleine Akrich, Annemarie Mol, Arie Rip, Wiebe Bijker en Andrew Pickering. Als benadering zet het zich sterk af tegen zowel klassieke sociologie als hedendaagse kritische sociologie. De benadering heeft affiniteit met het constructivisme omdat het essentialistische verklaringen verwerpt. Bijvoorbeeld binnen het gebied van wetenschap zal het stellen dat een theorie succesvol is, niet omdat ze 'waar' zou zijn of grip op de echte aard van de dingen heeft, maar omdat ze erin slaagt een hele reeks elementen (mensen, dingen, concepten) te mobiliseren in een bepaalde formatie. Het is verder geïnspireerd door het poststructuralisme (met auteurs als Michel Foucault of Gilles Deleuze), het 'sterke programma' binnen de wetenschapssociologie van Barry Barnes en David Bloor, het werk van Gabriel Tarde, de etnomethodologie en de filosofie van Michel Serres. 
Vanaf 2000 is er ook bij een reeks auteurs werkzaam in ANT, zoals Callon, Law en Donald MacKenzie, de link gelegd met de notie van performativiteit van kennis. Hiermee wordt verwezen naar het gegeven dat kennis niet simpelweg feiten vaststelt, maar deze feiten zelf actief mee produceert. Door auteurs als Callon en MacKenzie is dit bijvoorbeeld in verre mate bestudeerd op vlak van economie: economen stellen niet simpelweg de economische realiteit vast, maar produceren de economische realiteit ook mee door hun theorieën.